# 4659 Roddenberry
Roddenberry (asteroide 4659) é um asteroide da cintura principal, a 1,8346992 UA. Possui uma excentricidade de 0,2255989 e um período orbital de 1 331,96 dias (3,65 anos).
Roddenberry tem uma velocidade orbital média de 19,35054885 km/s e uma inclinação de 2,47348º.
Este asteroide foi descoberto em 2 de Março de 1981 por Schelte J. Bus.